# هيذر تومسون
هيذر تومسون (بالإنجليزية: Heather Thomson) هي منافسة ألعاب القوى نيوزيلندية، ولدت في 1946.